# Syntomeida melanthus
Syntomeida melanthus là một loài bướm đêm thuộc phân họ Arctiinae, họ Erebidae.

## Hình ảnh

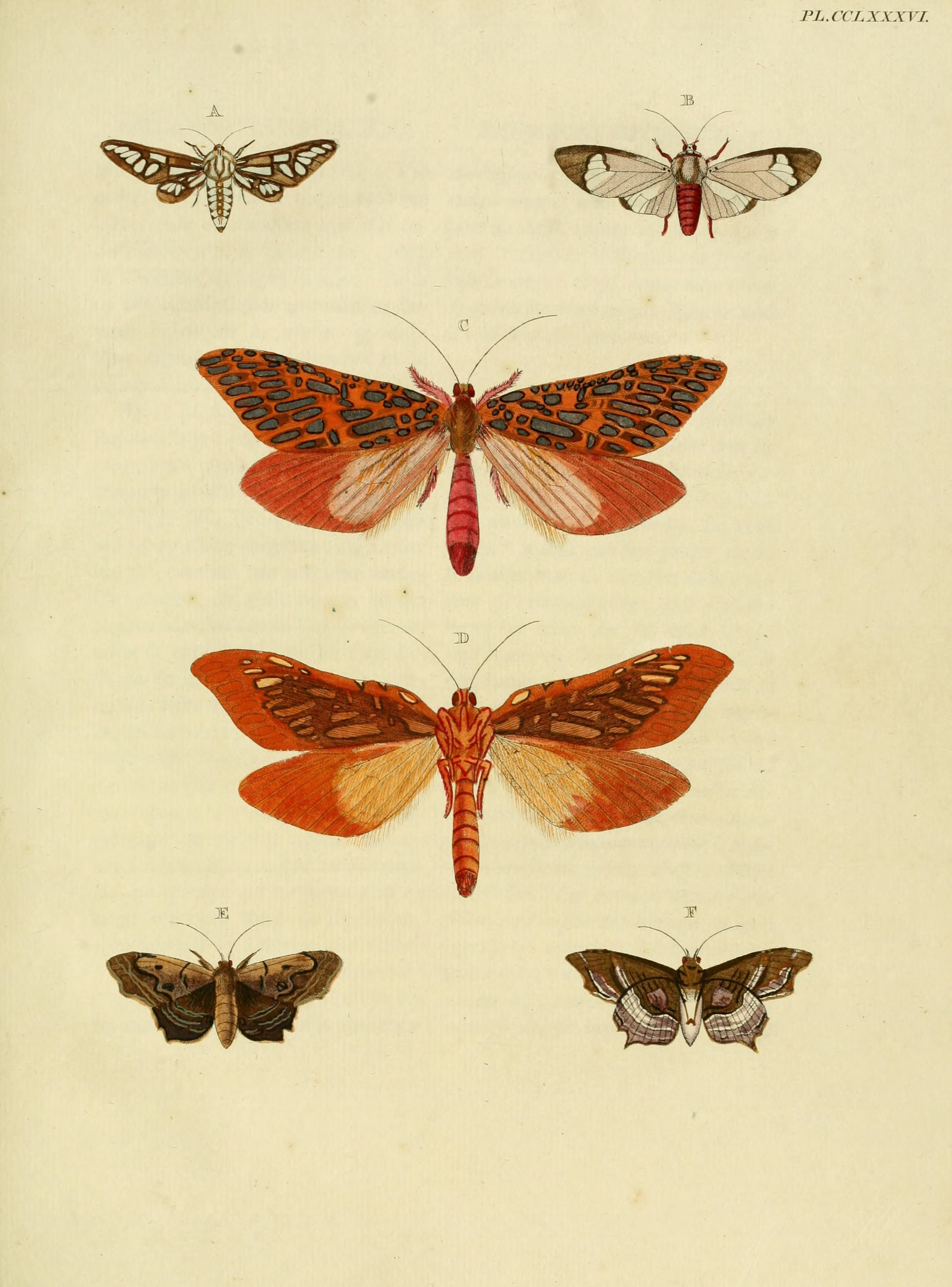
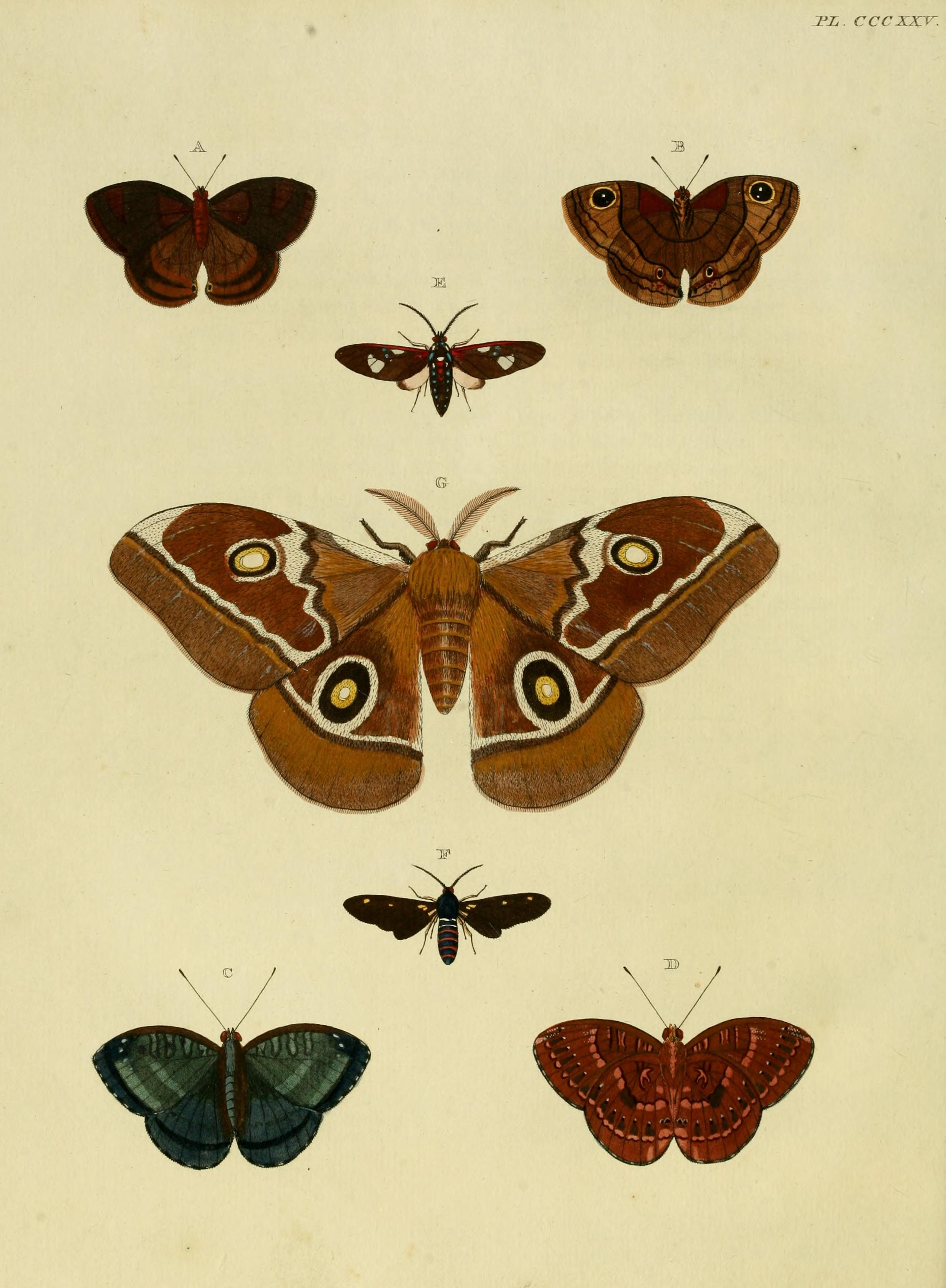
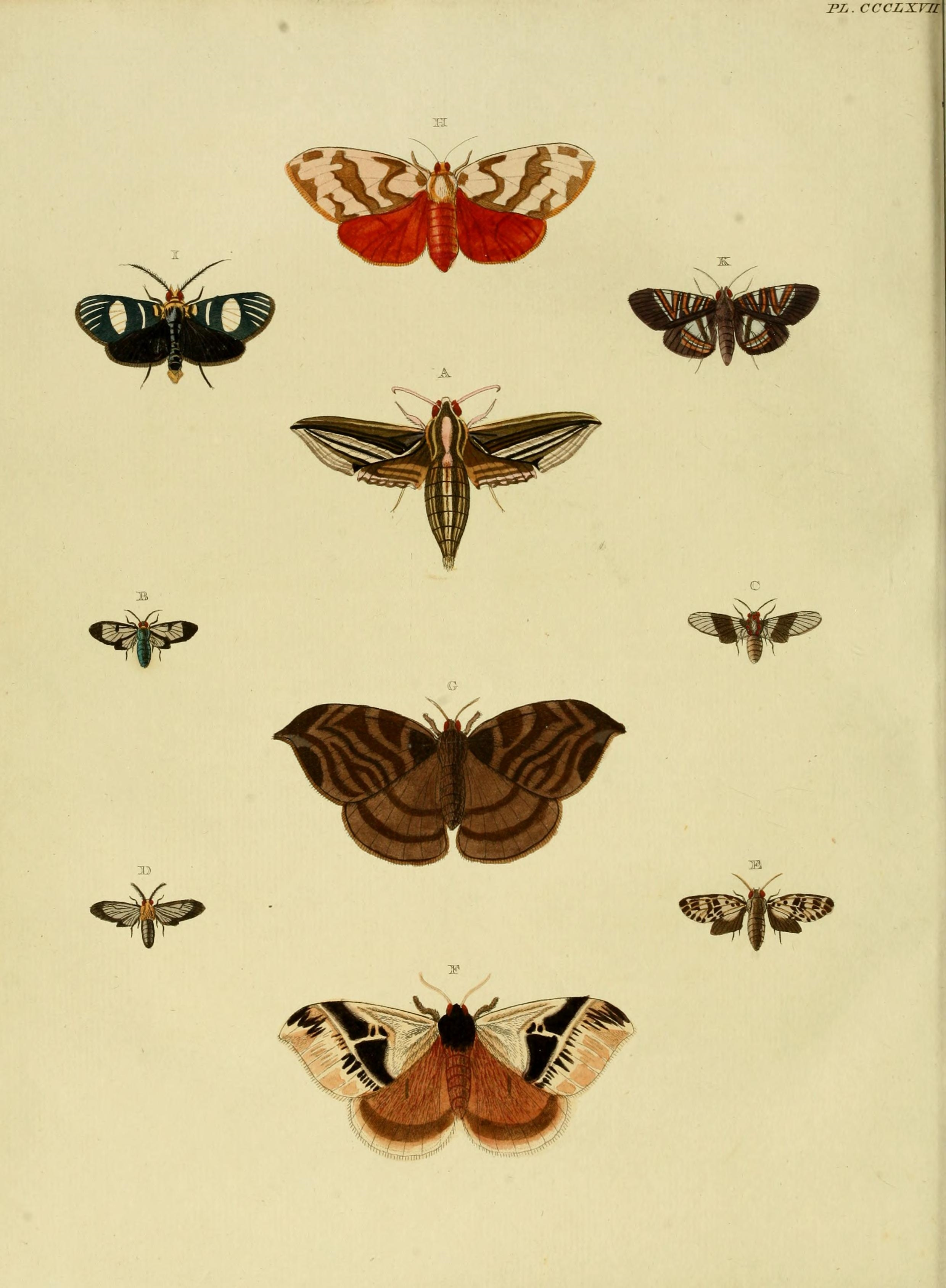